# ŽNL Ličko-senjska 2012./13.
Ovaj članak je podtema članka: 4. rang HNL-a 2012./13.

ŽNL Ličko-senjska u sezoni 2012./13. je predstavljala jedinu županijsku ligu u Ličko-senjskoj županiji, te ligu četvrtog stupnja hrvatskog nogometnog prvenstva. 
 
Sudjelovalo je ukupno deset klubova, a prvak lige je postao klub "Plitvice" iz naselja Mukinje - Plitvička Jezera. 

## Sustav natjecanja
10 klubova je igralo dvokružnim liga-sustavom (18 kola). 

## Ljestvica
| mj. | klub                                | ut. | pob. | ner. | por. | gol+ | gol- | bod |
| --- | ----------------------------------- | --- | ---- | ---- | ---- | ---- | ---- | --- |
| 1.  | Plitvice Mukinje (Plitvička Jezera) | 16  | 8    | 7    | 1    | 35   | 13   | 31  |
| 2.  | Bunjevac-Gavran Krivi Put           | 16  | 9    | 3    | 4    | 29   | 14   | 30  |
| 3.  | Perušić                             | 16  | 9    | 2    | 5    | 40   | 22   | 29  |
| 4.  | Otočac                              | 16  | 8    | 4    | 4    | 30   | 17   | 28  |
| 5.  | Gospić 91                           | 16  | 8    | 3    | 5    | 31   | 21   | 27  |
| 6.  | Sokolac Brinje                      | 16  | 6    | 2    | 8    | 19   | 30   | 20  |
| 7.  | Lika 95 Korenica                    | 16  | 5    | 3    | 8    | 20   | 31   | 18  |
| 8.  | Gacka 1925 Sinac                    | 16  | 2    | 1    | 13   | 10   | 42   | 7   |
| 9.  | Croatia Lički Osik                  | 9   | 2    | 2    | 5    | 13   | 26   | 8   |
| 10. | Velebit Žabica                      | 9   | 2    | 1    | 6    | 11   | 22   | 7   |

- "Velebit" -  Žabica odustali nakon prvog dijela natjecanja (9. kola)
- "Croatia" - Lički Osik -  odustali nakon 10, kola, priznati rezultati do 9. kola

## Rezultatska križaljka
| kratica | klub                                | BUNJ | GAC | GOS | LIKA | NOV | OTO | PER | PLI | CRO | VEL |
| --- | ----------------------------------- | ---- | --- | --- | ---- | --- | --- | --- | --- | --- | --- |
| BUNJ | Bunjevac-Gavran Krivi Put           |      |     |     |      |     |     |     |     |     |     |
| GAC | Gacka 1925 Sinac                    |      |     |     |      |     |     |     |     |     |     |
| GOS | Gospić 91                           |      |     |     |      |     |     |     |     |     |     |
| LIKA | Lika 95 Korenica                    |      |     |     |      |     |     |     |     |     |     |
| NOV | Novalja                             |      |     |     |      |     |     |     |     |     |     |
| OTO | Otočac                              |      |     |     |      |     |     |     |     |     |     |
| PER | Perušić                             |      |     |     |      |     |     |     |     |     |     |
| PLI | Plitvice Mukinje (Plitvička Jezera) |      |     |     |      |     |     |     |     |     |     |
| CRO | Croatia Lički Osik                  |      |     |     |      |     |     |     |     |     |     |
| VEL | Velebit Žabica                      |      |     |     |      |     |     |     |     |     |     |
| |                                     |      |     |     |      |     |     |     |     |     |     |
| podebljan rezltat - utakmice od 1. do 9. kola (1. utakmica između klubova rezultat normalne debljine - utakmice od 10. do 18. kola (2. utakmica između klubova) rezultat nakošen - nije vidljiv redoslijed odigravanja međusobnih utakmica iz dostupnih izvora rezultat nakošen i smanjen * - iz dostupnih izvora nije uočljiv domaćin susreta rezultat precrtan - poništena ili brisana utakmica 3:0 p.f. / 0:3 p.f. - rezultat bez borbe p - prekinuta utakmica n.i. - nije igrano |                                     |      |     |     |      |     |     |     |     |     |     |

## Najbolji strijelci
Izvori:
Strijelci 10 i više golova u ligi. 
| 16 golova - Josip Jurišić (Perušić) 10 golova - Dražen Jurković (Gospić 91) - Goran Čurčić (Otočac) |

## Vanjske poveznice
- nogometnisavezlsz.hr, Nogometni savez Ličko-senjske županije